# 奧里亞瓦河
奧里亞瓦河（烏克蘭語：Орява），是烏克蘭西部的河流，屬於奧皮爾河的左支流。該河流經利維夫州的斯特雷區，河道全長29公里，流域面積205平方公里。